# Roy Sullivan
Roy Cleveland Sullivan (ngày 7 tháng 2 năm 1912 – ngày 28 tháng 9 năm 1983) là một kiểm lâm viên park ranger người Mỹ tại Công viên Quốc gia Shenandoah bang Virginia. Trong khoảng thời gian từ năm 1942 đến năm 1977, Sullivan được cho là đã bị sét đánh bảy lần, nhưng ông đã sống sót qua tất cả. Vì thế ông được đặt cho biệt danh "Bộ thu sét người" (Human Lightning Conductor) và "Người cột sét" (Human Lightning Rod). Sullivan được công nhận bởi Sách Kỷ lục Guinness là người bị sét đánh nhiều lần hơn bất kỳ ai khác.

## Đời tư cá nhân
Roy Sullivan sinh tại Greene County, Virginia, vào ngày 7 tháng 2 năm 1912. Ông bắt đầu làm công việc kiểm lâm (ranger) tại Công viên Quốc gia Shenandoah vào năm 1936. Sullivan được mô tả là một người đàn ông vạm vỡ lực lưỡng với khuôn mặt rộng, thô kệch, làm gợi tưởng đến nam diễn viên Gene Hackman. Ông được cho là bị tránh mặt bởi nhiều người trong những năm cuối cuộc đời, lý do là sợ bị sét đánh, và điều này khiến ông trở nên phiền muộn. Ông từng thuật lại, "Ví dụ, vào một ngày nọ, tôi đang đi dạo với Cảnh sát trưởng (Chief Ranger) thì có sét đánh (ở phía xa)". Cảnh sát trưởng nói rằng, "Ta gặp lại nhau sau nhé".
Vào sáng ngày 28 tháng 9 năm 1983, Sullivan tạ thế, thọ 71 tuổi, được cho là bởi vết thương ở đầu từ một phát đạn tự thương cỡ nòng 22 Caliber. Mặc dù mô-típ của vụ việc không hề rõ ràng, nguyên nhân chính thức vẫn được cho là tự tử. Hai trong số những chiếc mũ kiểm lâm (mũ ranger) của ông được trưng bày tại hai Phòng Triển lãm Thế giới Guinness tại New York City và Nam Carolina.

## Bảy lần sét đánh
Sullivan đã mô tả một cách chi tiết từng sự kiện sét đánh.
1. Lần ghi nhận bị sét đánh đầu tiên của Sullivan là vào tháng 4 năm 1942. Ông được cho là đã trốn cơn giông bão trong một tháp canh cháy. Chiếc tháp này vừa mới được xây dựng và lúc đó chưa có cột thu lôi; người ta nói rằng nó đã bị sét đánh bảy đến tám lần. Sullivan mô tả khung cảnh từ bên trong tòa tháp, nói rằng "lửa cháy khắp mọi nơi". Sullivan được cho là sau đó đã chạy ra khỏi tòa tháp đang bốc cháy, ngay trước khi bị sét đánh cách đó vài mét. Nó đốt cháy thành một dải rộng một xentimét rưỡi dọc suốt theo chiều dài chân phải của ông, đánh vào ngón chân và để lại một lỗ thủng trên giày ông.[8]
2. Ông bị sét đánh lần thứ hai vào tháng 7 năm 1969. Điều bất thường là, ông bị sét đánh trong khi đang ngồi trong xe tải của mình, lái xe đi đường núi – vỏ khung kim loại của một chiếc xe hơi thông thường có thể bảo vệ cho người khỏi bị sét đánh thông qua nguyên lý lồng Faraday. Cú sét đánh vào những cái cây gần đó trước tiên, sau đó dội ngược lại vào trúng cửa sổ đang mở của chiếc xe tải. Cú đánh đã nốc ao Sullivan bất tỉnh, đốt cháy lông mày và lông mi của ông, và làm cho tóc tai ông bắt lửa. Chiếc xe tải mất tay lái điều khiển tiếp tục di chuyển cho tới khi nó dừng lại gần rìa của bờ vực.
3. Vào tháng 7 năm 1970, Sullivan bị sét đánh khi đang ở sân trước nhà của mình. Cú sét đánh vào một chiếc máy biến áp gần đó và từ đó nhảy xuống vai trái của ông, đốt cháy nó.
4. Mùa xuân năm 1972, Sullivan đang làm việc trong một trạm kiểm lâm của Công viên Quốc gia Shenandoah khi ông bị sét đánh lần nữa. Nó đã khiến cho tóc tai ông bắt cháy; ông cố gắng dập lửa bằng chiếc áo khoác của mình. Sau đó ông vọt nhanh vào nhà vệ sinh, nhưng không thể nhét vừa đầu dưới vòi nước và do vậy đã sử dụng một chiếc khăn tắm ướt thay thế.[4] Mặc dù ông chưa bao giờ tỏ ra là một người sợ hãi, nhưng sau lần thứ tư này, ông bắt đầu tin rằng có một thế lực nào đó đang cố gắng huỷ hoại ông và từ đó về sau ông rất sợ chết. Nhiều tháng liền, bất cứ khi nào có dông bão trong khi đang lái xe tải của mình, ông đều tấp vào lề đường và nằm sạp xuống dãy ghế trước cho tới khi cơn dông qua đi. Ông cũng bắt đầu tin rằng bằng một cách nào đó, ông thu hút những tia sét hơn đáng kể những người bình thường, kể cả khi đứng giữa đám đông, và luôn mang theo một lọ nước bên mình phòng trường hợp tóc tai bị bắt cháy.[2][9]
5. Ngày 7 tháng 8 năm 1973, trong khi đang đi tuần tra trong công viên, Sullivan nhìn thấy một đám mây dông đang thành hình và nhanh chóng lái xe khỏi khu vực. Nhưng đám mây, theo như ông kể lại, dường như cũng đi theo ông. Khi mà ông nghĩ rằng cuối cùng đã vượt qua được nó, ông quyết định đây là thời điểm an toàn có thể rời khỏi xe tải được rồi. Nhưng chỉ một chốc sau, ông lại bị một cú sét đánh trúng. Sullivan kể lại ông thực sự đã nhìn thấy trực tiếp tia sét đã đánh trúng ông. Tia sét đánh xuống bả vai trái, di chuyển xuống chân trái, đánh bật giày của ông ra. Sau đó nó bắt ngang sang chân phải của ông, chỉ ngay bên dưới đầu gối. Vẫn còn có ý thức, Sullivan trườn bò vào xe tải của mình và dội can nước mà ông vẫn luôn phòng sẵn ở đó lên đầu tóc đang bốc cháy.[2][9]
6. Cú đánh tiếp theo, vào ngày 5 tháng 6 năm 1976, đã làm bị thương cổ chân của ông. Như được báo cáo lại, ông đã nhìn thấy một đám mây, nghĩ rằng nó đang đi theo mình, cố gắng bỏ chạy, nhưng lại vẫn bị đánh trúng. Tóc ông cũng lại bắt cháy.
7. Ngày 25 tháng 6 năm 1977, Sullivan bị sét đánh trong khi đang câu cá trong một hồ nước ngọt. Cú sét đánh trúng ngay đỉnh đầu, bắt cháy tóc tai ông. Sau đó nó di chuyển xuống, đốt cháy ngực và dạ dày. Sullivan vội quay trở lại xe hơi của mình khi một điều bất ngờ đã xảy ra – một con gấu tiến về phía hồ và cố ăn cắp cá hồi từ dây câu của ông. Sullivan với sức mạnh và nghị lực của mình đã đánh đuổi con gấu bằng một cành cây, mặc dù tóc tai của ông vẫn đang bốc cháy. Ông tự thú rằng đây là lần thứ hai mươi hai ông từng đánh một con gấu bằng một cái que trong suốt cuộc đời mình.[2]

Tất cả bảy lần bị sét đánh đều đã được ghi lại bởi người quản lý Công viên Quốc gia Shenandoah, R. Taylor Hoskins. Tuy nhiên, Hoskins chưa bao giờ có mặt tại bất kỳ vụ sét đánh nào được báo cáo và không phải là người quản lý hiện diện và hiện thời tại Công viên Quốc gia Shenandoah trong nhiều lần Sullivan bị sét đánh. Chính Sullivan đã nhớ lại rằng, lần đầu tiên ông bị sét đánh không phải là vào năm 1942 mà sớm hơn đó rất nhiều. Khi còn là một đứa trẻ, ông đã giúp cha mình cắt lúa trên cánh đồng, khi một tia sét đánh vào lưỡi dao cắt lưỡi hái của ông mà không làm ông bị thương. Tuy nhiên, vì không chứng minh được nên ông chưa bao giờ tính lần bị sét đánh đó.

## Thống kê
Xác suất bị sét đánh trúng xuyên suốt 80 năm được ước tính xấp xỉ vào khoảng 1:10000. Nếu như giả sử rằng, các lần sét đánh là các sự kiện độc lập, xác suất bị sét đánh bảy lần sẽ là (1:10000)7 = 1:1028 hoặc 1 trong 10,000,000,000,000,000,000,000,000,000. Các con số này không thật sự có thể áp dụng cho trường hợp của Sullivan, nhưng dù sao nó cũng xảy ra bởi tính chất công việc của ông và tình hình địa lý tại địa phương chịu ảnh hưởng nhiều của bão hơn người thường. Bang Virginia, nơi mà ông ngụ cư, có trung bình 35 tới 45 ngày bão dông hằng năm, hầu hết đều rơi vào mùa thu các tháng sáu, bảy và tám. Giữa năm 1959 và năm 2000, sét đánh đã làm thiệt mạng 58 người và làm bị thương ít nhất 238 người tại bang Virginia. Tại Hoa Kỳ, 3.239 người đã thiệt mạng và 13.057 người bị thương bởi sét đánh trong cùng khoảng thời gian. Hầu hết các ca trường hợp là nam giới, trong độ tuổi từ 20 và 40 tuổi và xảy ra ngoài trời.

## Trong văn hoá đại chúng
- Lời nhạc trong album năm 2005 3 Songs bởi I Hate Myself lấy cảm hứng từ câu chuyện đầy sự may mắn của Sullivan khi sống sót qua nhiều lần bị sét đánh liên tiếp.
- Năm 2008, trong bộ phim The Curious Case of Benjamin Button, nhân vật Daws thường xuyên kể cho nhân vật tiêu đề rằng ông đã từng "bị sét đánh bảy lần" (một chi tiết không xuất hiện trong truyện ngắn nguyên bản năm 1922).
- Năm 2016, trong trò chơi Firewatch, một tựa game về kiểm lâm viên park ranger tự nguyện, Sullivan được nhắc tới khi nhân vật chính nói rằng sét không bao giờ đánh hai lần. Nhân vật Delilah sau đó nhắc tới việc Sullivan bị sét đánh 7 lần cũng như cái chết do tự tử của ông.
- Bộ phim ngắn năm 2021, Don vs Lightning được lấy cảm hứng từ câu chuyện của Sullivan.[14]